# Инкогнито. Тайная жизнь мозга
Инкогнито. Тайная жизнь мозга (англ. Incognito: The Secret Lives of the Brain) ― научно-популярная книга американского невролога Дэвида Иглмена. Впервые вышла в свет в 2011 году в США и Великобритании. В России книга была переведена на русский язык и опубликована в 2019 году издательством «Манн, Иванов и Фербер».

## Содержание
В книге повествует о механизмах непостижимой работы человеческого мозга. О том, как он формирует надежды, планы, страхи, желания, инстинкты. Как контролирует и управляет поведением и физическим состоянием всего организма.
В книге исследуется противопоставление сознательного и бессознательного разума. Автор резюмирует темы текста вопросом: «Если сознательный разум, это та часть, которую вы считаете собой, является лишь верхушкой айсберга, что тогда делает всё остальное?».
В книге Иглман утверждает, что большая часть работы мозга недоступны для осознания, так что сознательный разум «подобен безбилетному пассажиру на трансатлантическом пароходе, который берет на себя ответственность за путешествие, не осознавая огромных инженерных разработок под ногами».

## Отзывы
Книга  «Инкогнито. Тайная жизнь мозга» периодически появлялся в списке бестселлеров «New York Times» в 2011 и 2012 годах.
Была названа лучшей книгой 2011 года по версии «Amazon», «Boston Globe» и «Houston Chronicle».
Книга была названа «привлекательной и убедительной» изданием «Wall Street Journal».
Газета «The Independent»: книга является «ярким примером ясного и легкого для понимания научного текста».